# Marc Décosterd
Marc Décosterd, né le 23 février 1977 dans la région de Zurich, est un réalisateur, scénariste, producteur, musicien et acteur suisse.

## Biographie

### Enfance et formation
Né près de Zurich, en 1977, Marc Décosterd arrive en Suisse romande à l’âge de 5 ans. À 9 ans, il tourne ses premiers films en 8 mm, avec son père. En 1997, il entre à la section professionnelle d’art dramatique (SPAD) du Conservatoire de Lausanne dont il partira une année plus tard. Il rejoint alors l’ECAL, en section Arts Visuels, dont il sortira diplômé en 2002,.

### Cinéma
En 2005, Marc Décosterd autoproduit son premier long-métrage, la comédie noire Erwan et compagnie. Le film raconte l’histoire d’Erwan (un psychopathe notoire) et ses amis, qui montent un braquage pour financer le tournage d’un film.
Marc Décosterd parvient à remettre une copie du film au producteur suisse Xavier Ruiz lors d’une avant-première RTS à laquelle il assiste, en compagnie du comédien Renaud Berger (qui interprète Erwan). Après avoir visionné le film, Xavier Ruiz décide de diffuser Erwan et compagnie en DVD et de le faire programmer au festival « Genève fait son cinéma ». Festival aujourd’hui disparu.
En 2009, sort son deuxième long-métrage, le thriller dramatique Retourne-toi  qui sera présenté en première, hors compétition, au LUFF (Lausanne Underground Film and Music Festival) en octobre 2009. Retourne-toi raconte l’histoire d’un couple qui se déchire dans un chalet de montagne, alors que des braconniers les menacent. Le film sortira en DVD six ans plus tard et en VOD en 2022 sur blue TV.
En 2012, Marc Décosterd offre une suite à son premier effort, avec la comédie d’action Erwan et plus si affinités. Le film se veut plus tendre que les premières aventures d’Erwan. Ici, Erwan a fondé une famille et souhaite parallèlement monter le braquage  d’une soirée de bienfaisance pour une maison de personnes âgées. Le film explore la crise de la trentaine sur fond de hold-up. En résulte un humour et des dialogues absurdes et décalés,. Après une sortie en salle en Suisse, le film sort en DVD dans le pays, en 2013, puis, en France et Belgique, en 2014. Enfin il est distribué en VOD en 2022.
En 2021, sort Vasectomia, le quatrième long métrage de Marc Décosterd. Ce film noir raconte la descente aux enfers de deux amis d’enfance qui ont subi les abus d’un professeur de sport. À l’âge adulte, les deux amis sombrent dans un délire extrémiste visant à punir les ouailles d’une paroisse suisse, dont ils jugent le comportement inacceptable. Le film est une réponse de Marc Décosterd aux attentats du 13 novembre 2015. Le réalisateur étant présent à Paris lors du drame,.
Le 20 mars 2021, crise du Covid oblige, la première du film se déroule lors d’une soirée spéciale sur la chaîne NRTV. Les téléspectateurs sont invités à remplir un questionnaire en ligne pour faire part de leur sentiment sur le film. Finalement, le film sort en salle à Nyon en juin 2021  puis dans différentes salles en Suisse romande dès septembre 2021,,.
De 2021 à 2022, Vasectomia se voit récompensé de plusieurs prix dans différents festivals de cinéma indépendant au travers du monde,. En janvier 2022, le film sort en VOD en Suisse.
La distribution des films de Marc Décosterd est composée de comédiens de la scène suisse romande ou française, dont certains reviennent dans plusieurs films du réalisateur, tel que Renaud Berger, Yannick Merlin, Caroline Althaus, Yannick Rosset ou encore Virginie Meisterhans.
Marc Décosterd compose également la musique de ses films, souvent avec l'intervention d'autres artistes comme Wolf Ryser sur Erwan et compagnie et Humanity ou l'auteur-compositeur lausannois Jérôme Giller, sur Retourne-toi, Erwan et plus si affinités et Vasectomia,. Les films de Marc Décosterd sont généralement considérés à petit budget.

### Art et Essais
Depuis 2002, Marc Décosterd travaille également régulièrement avec l’artiste plasticien Bernard Garo, notamment sur des spectacles pluridisciplinaires dont il réalise les créations vidéos,. En 2018, Bernard Garo et Marc Décosterd co-réalisent un court métrage d’art et essais, Humanity,, projeté lors de deux soirées sur la façade du château de Nyon. En 2022, ils unissent encore une fois leurs forces pour la création du court-métrage Crevasse. Entre documentaire et art et essais, le film évoque la problématique du réchauffement climatique et son impact sur les glaciers. Le film reçoit plusieurs récompenses en festivals et est projeté en continu au Muséum d'histoire naturelle de Genève, en octobre 2022. Il s'ensuit une collaboration régulière entre les deux artistes.

### Autres activités
De 2006 à 2014, Marc Décosterd participe à la création de la chaîne régionale Nyon Région Télévision où il anime notamment plusieurs émissions avant de créer l’émission culturelle de la chaîne et de l’animer.
En 2015 et 2016, il crée et anime 3 séries de chroniques sur la musique orchestrale de cinéma, pour la radio nationale suisse RTS Espace 2.

## Filmographie
Sauf indication contraire, les informations mentionnées dans cette section peuvent être confirmées par la base de données cinématographiques IMDb,  présente dans la section « Liens externes ».

### Cinéma
- 2005 : Erwan et compagnie
- 2009 : Retourne-toi
- 2012 : Erwan et plus si affinités
- 2021 : Vasectomia
- 2023 : Banana Zombie (court-métrage)

### Documentaire
- 2024 : 50 ans de rock à Nyon - Histoires (produit par Rodolphe Haener)

### Arts et Essai
- 2018 : Humanity (co-réalisé avec l'artiste plasticien Bernard Garo)
- 2022 : Crevasse (co-réalisé avec l'artiste plasticien Bernard Garo)
- 2023 : Tabula Rasa (co-réalisé avec l'artiste plasticien Bernard Garo)

### Télévision
- 2016 : Ladies Happy Hour, mini série diffusée sur la chaîne La Télé[40] (co-réalisé et co-écrit avec Monica de Almeida)
- 2018 : Happy Célibat, mini série diffusée sur la chaîne La Télé[41] (co-réalisé avec Monica de Almeida)

### Discographie[42]
- Humanity, bande originale (2022)
- Vasectomia, bande originale (2022) (avec Jérôme Giller)
- Crevasse, bande originale (2022)
- 1000 Years Under the Ice and Other Films (Archival Edition), bande originale (2023)
- Banana Zombie, bande originale (2023)

## Distinctions
Sauf indication contraire, les informations mentionnées dans cette section peuvent être confirmées par la base de données cinématographiques IMDb,  présente dans la section « Liens externes ».

### Récompenses
Vasectomia
- Chicago Indie Film Awards, US, 2021 : Meilleur film de fiction pour Vasectomia
- Flickers' Rhode Island International Film Festival, US, 2021 : demi-finaliste, Meilleur film pour Vasectomia
- Indie Spirit Film Festival, US, 2021 : Meilleur long-métrage pour Vasectomia
- Red Movie Award, Reims, FR, 2021 : Mention honorable, Meilleur film pour Vasectomia
- Screen Power Film Festival, GB, 2021 : Meilleur réalisateur pour Vasectomia
- World Film Carnival, SG, 2021 : Meilleur film sur la religion et Meilleure musique originale (avec Jérôme Giller) pour Vasectomia
- Kalakari Film Fest, IN, 2022 : Meilleur montage pour Vasectomia
- Hollywood North Film Awards, US, 2022 : Meilleur montage pour Vasectomia
- Hollywood North Film Awards, US, 2022 : Meilleur scénario pour Vasectomia
- Hollywood North Film Awards, US, 2022 : Meilleur réalisateur pour Vasectomia

Crevasse
- Berlin International Art Film Festival, DE, 2022 : Meilleur film expérimental pour Crevasse (avec Bernard Garo)
- Sea of Art, NO, 2022 : Meilleure photographie pour Crevasse (avec Bernard Garo)[43]
- Arte Non Stop Festival, AR, 2022 : Mention spéciale : Meilleur court-métrage documentaire pour Crevasse (avec Bernard Garo)[44]

Tabula Rasa
- Berlin International Art Film Festival, DE, 2023 : Meilleur compositeur pour Tabula Rasa
- 9th Music Film Festival, AR, 2023 : Meilleure musique originale pour Tabula Rasa[45]

### Nominations
- LUFF, CH, 2009 : Hors compétition pour Retourne-toi
- Aventiclap, Festival du film d'Avenches, CH, 2021 : Meilleur film suisse pour Vasectomia
- Indie Spirit Film Festival, US, 2021 : Meilleur film pour Vasectomia
- New York International Film Awards, US, 2021 : Meilleur film pour Vasectomia
- Oniros Film Awards, US, 2021 : Meilleur drame pour Vasectomia
- Paris Film Festival, FR, 2021 : Meilleur thriller pour Vasectomia
- Switzerland International Film Festival, CH, 2021 : Meilleur long-métrage pour Vasectomia
- World Film Carnival, SG, 2021 : Meilleur réalisateur et Meilleur film de fiction pour Vasectomia
- FilmArte Festival, ES, 2022 : Meilleur film expérimental pour Crevasse (avec Bernard Garo)
- Saturnia Film Festival, IT, 2022 : Meilleur court-métrage pour Crevasse (avec Bernard Garo)